# 시트로엥 DS4
DS4는 프랑스 자동차 메이커 시트로엥에 의해 제조 · 판매되는 C 세그먼트의 해치백 형식 승용차이다.

## 개요
2011년 3월 제네바 모터쇼에 출전, 2012년 8월 대한민국에 정식 출시하였다. 시트로엥의 새로운 라인 DS시리즈의 중추 모델이자 DS3의 상급 모델인 크로스 오버 모델이다. C4를 베이스로 쿠페의 유려함과 적당한 눈높이를 가진 SUV 디자인을 융합한 형태이다.
제26회 국제 자동차 페스티벌에서 '가장 아름다운 자동차'로 선정됐다. 2019년 떨어지는 판매량과 모델 노후화로 인해 단종되었다.

## 협찬
KBS 드라마 내 딸 서영이에 협찬 차량으로 등장하였다.

## 생산량 및 판매 대수
| 연도   | 전세계 생산량 | 전세계 판매 대수 |
| 2010년 | 300           | 200              |
| 2011년 | 34,593        | 29,477           |
| 2012년 | 30,700        | 33,157           |
| 2013년 |               | 29,802           |
| 2014   |               | 21,643           |
| 2015년 |               | 18,825           |
| 2016년 |               | 19,938           |
| 2017년 |               | 12,257           |
| 2018냔 |               | 5,381            |